# 北国分駅

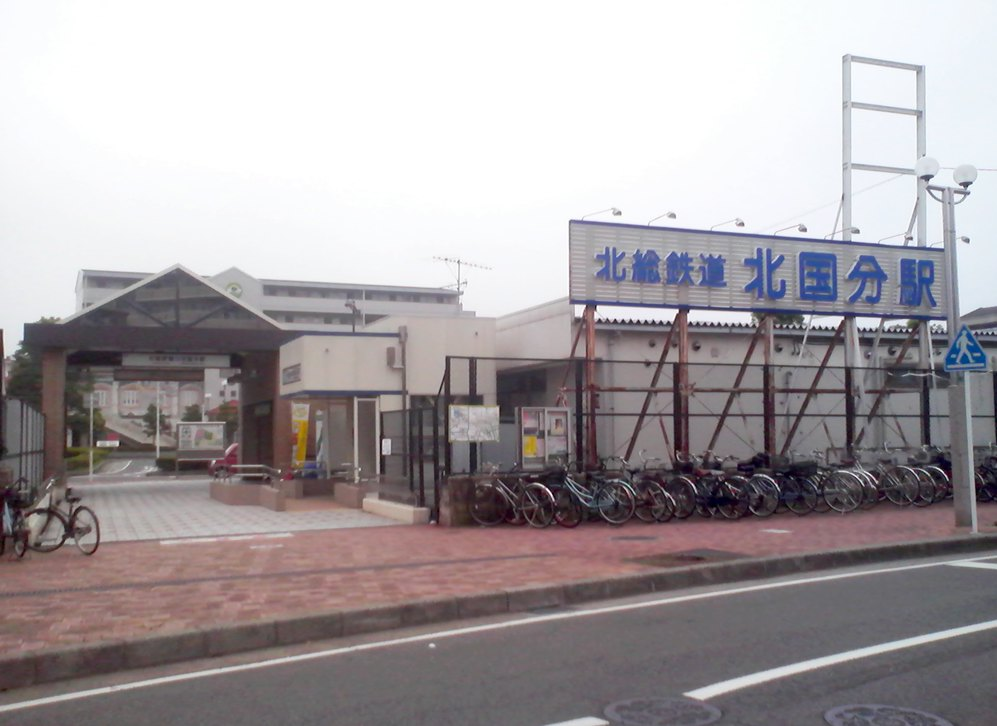
北口（2011年6月）

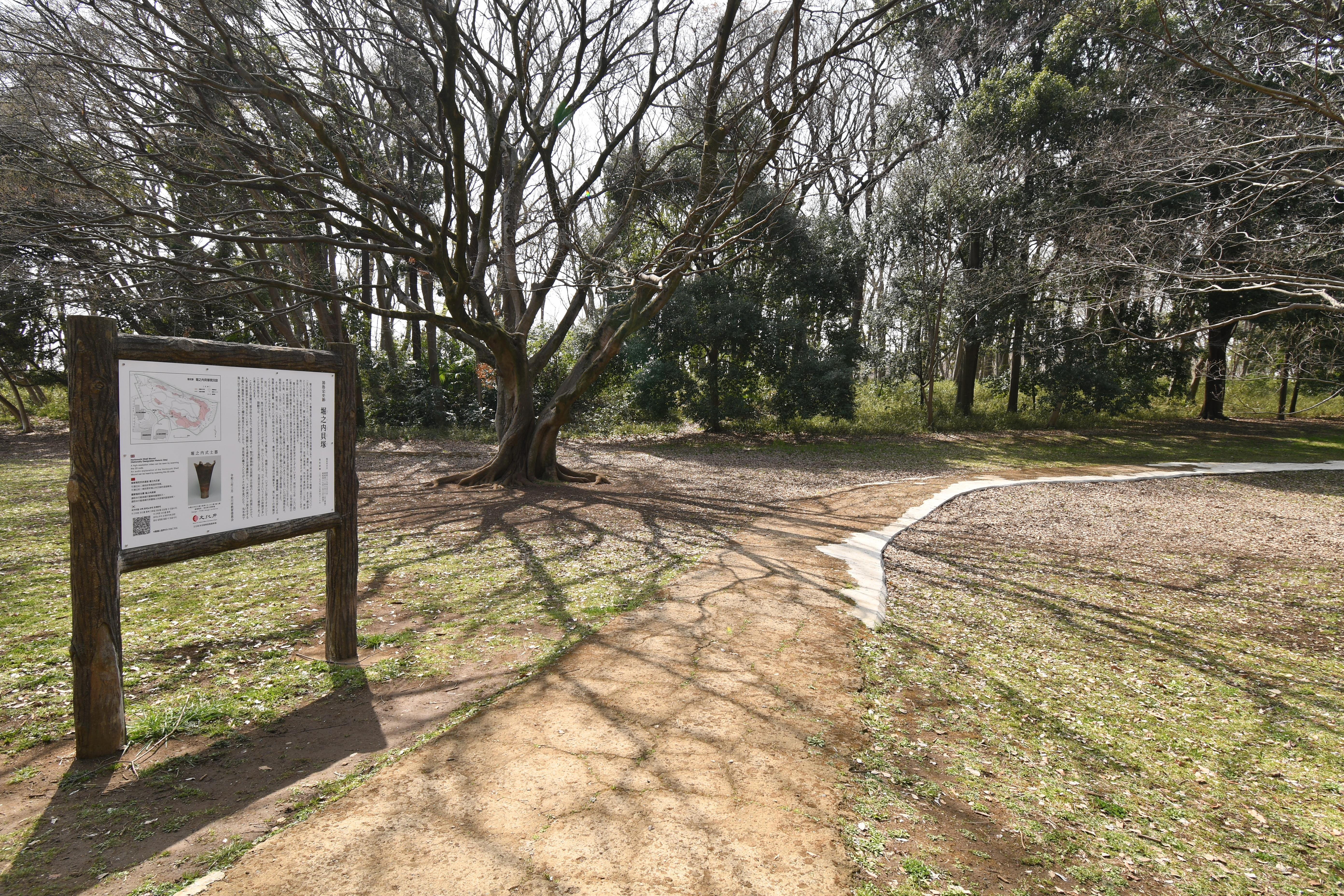
堀之内貝塚

北国分駅（きたこくぶんえき）は、千葉県市川市堀之内三丁目にある、北総鉄道北総線の駅である。駅番号はHS03。

## 歴史
- 1991年（平成3年）3月31日 - 開業[1]。
- 2010年（平成22年）7月17日 - 駅番号 (HS03) が付される。

### 駅名の由来
駅名は1991年開業当時の住所「市川市北国分町」による。市川市国分地区（市川市発足前に存在した旧国分村村域）の北東部に当たり、「国分」の地名はかつて下総国分寺があったことに由来する。また、駅付近には堀之内貝塚があり、堀之内貝塚（ほりのうちかいづか）という副駅名が付いている。駅構内には発掘された縄文土器が展示されている。

## 駅構造
掘割による半地下構造で、北総線では地表からホーム面まで最も深い（11.7m）。地下2階に相対式ホーム2面2線を有する。改札口・コンコースは地下1階に設置されている。
駅構内にはエスカレーター2基以外に、トイレを含めてバリアフリー設備は未整備であったが、2010年（平成22年）3月に上下線各ホームと改札外にそれぞれ一基ずつエレベーター合計三基と多機能トイレが設置された。

### のりば
| 番線 | 路線   | 方向 | 行先                   |
| ---- | ------ | ---- | ---------------------- |
| 1    | 北総線 | 上り | 京成高砂・日本橋方面   |
| 2    | 北総線 | 下り | 新鎌ヶ谷・成田空港方面 |

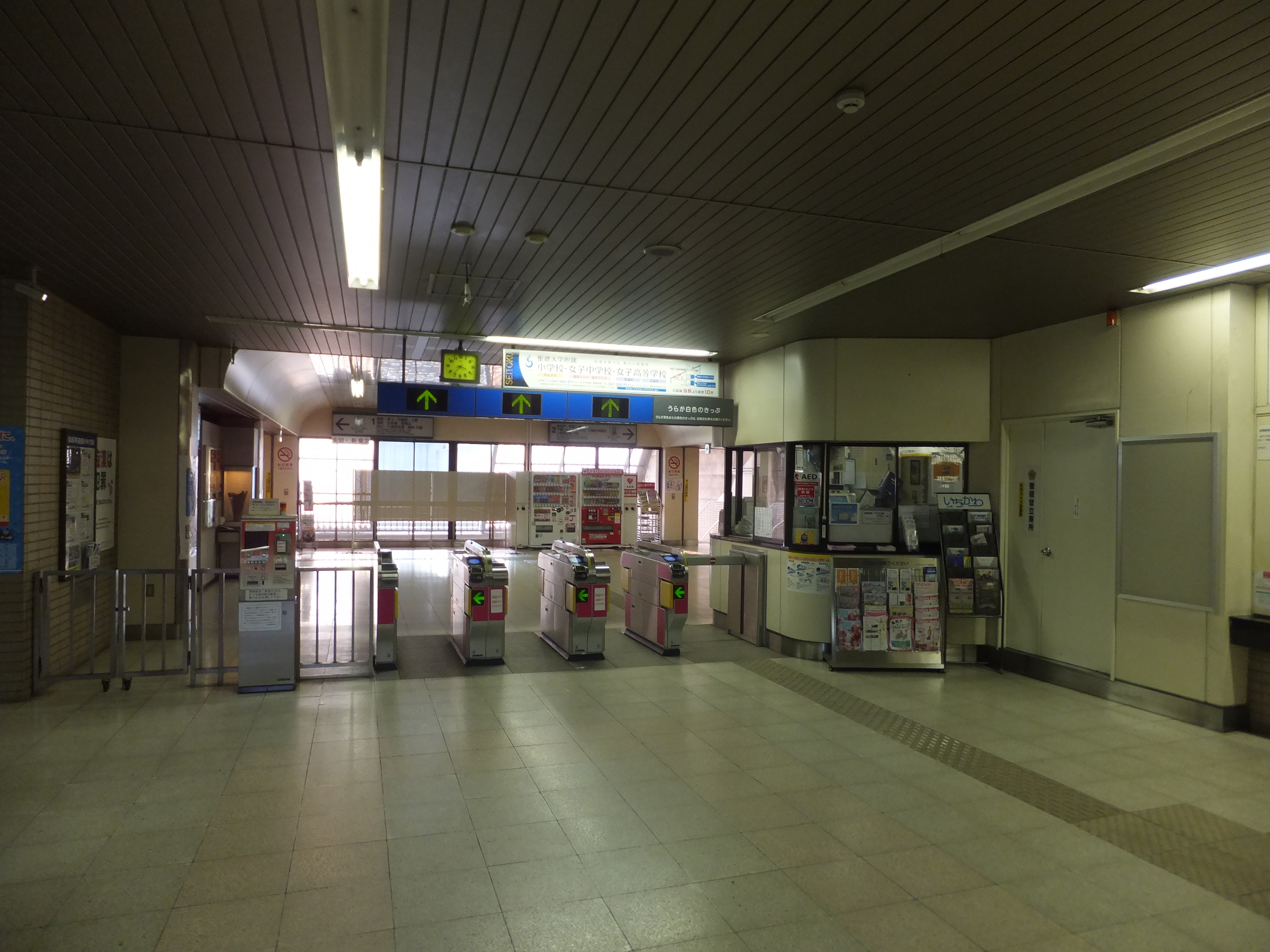
改札口（2012年4月）
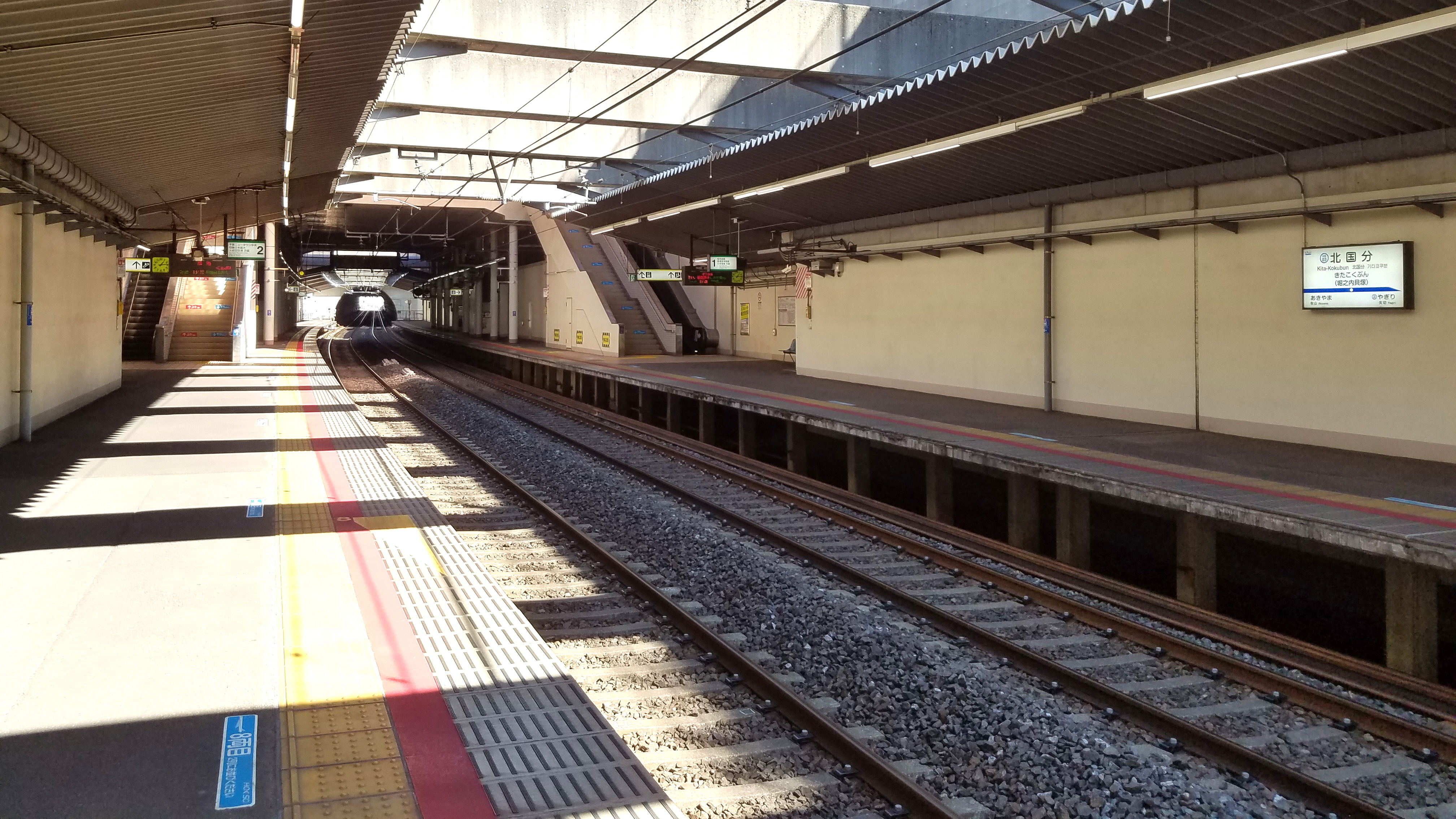
駅ホーム（2019年10月）
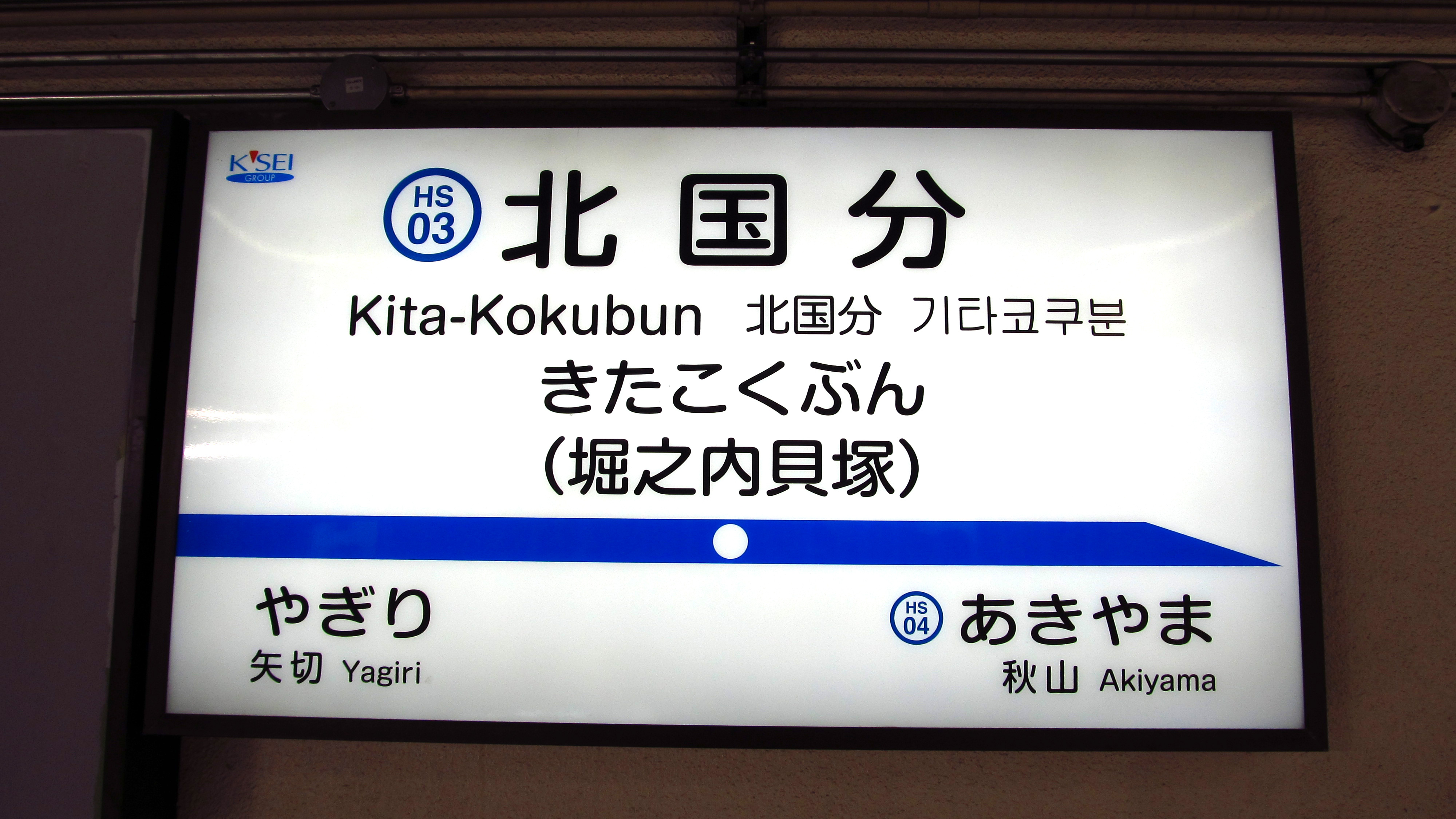
駅名標（2019年10月）

## 利用状況
- 2022年度の1日平均乗降人員は7,207人[京成A 1]。

近年の一日平均乗車人員推移は下表の通り。
| 年度               | 1日平均 乗降人員 | 1日平均 乗車人員 |
| ------------------ | ---------------- | ---------------- |
| 2007年（平成19年） |                  | 3,634            |
| 2008年（平成20年） |                  | 3,750            |
| 2009年（平成21年） |                  | 3,753            |
| 2010年（平成22年） |                  | 3,798            |
| 2011年（平成23年） |                  | 3,708            |
| 2012年（平成24年） |                  | 3,799            |
| 2013年（平成25年） |                  | 3,939            |
| 2014年（平成26年） |                  | 3,918            |
| 2015年（平成27年） |                  | 3,973            |
| 2016年（平成28年） |                  | 4,045            |
| 2017年（平成29年） |                  | 4,111            |
| 2018年（平成30年） |                  | 4,235            |
| 2019年（令和元年） |                  | 4,198            |
| 2020年（令和02年） | 6,362            |                  |
| 2021年（令和03年） |                  |                  |
| 2022年（令和04年） | 7,207            |                  |
| 2023年（令和05年） | 7,901            |                  |

## 駅周辺

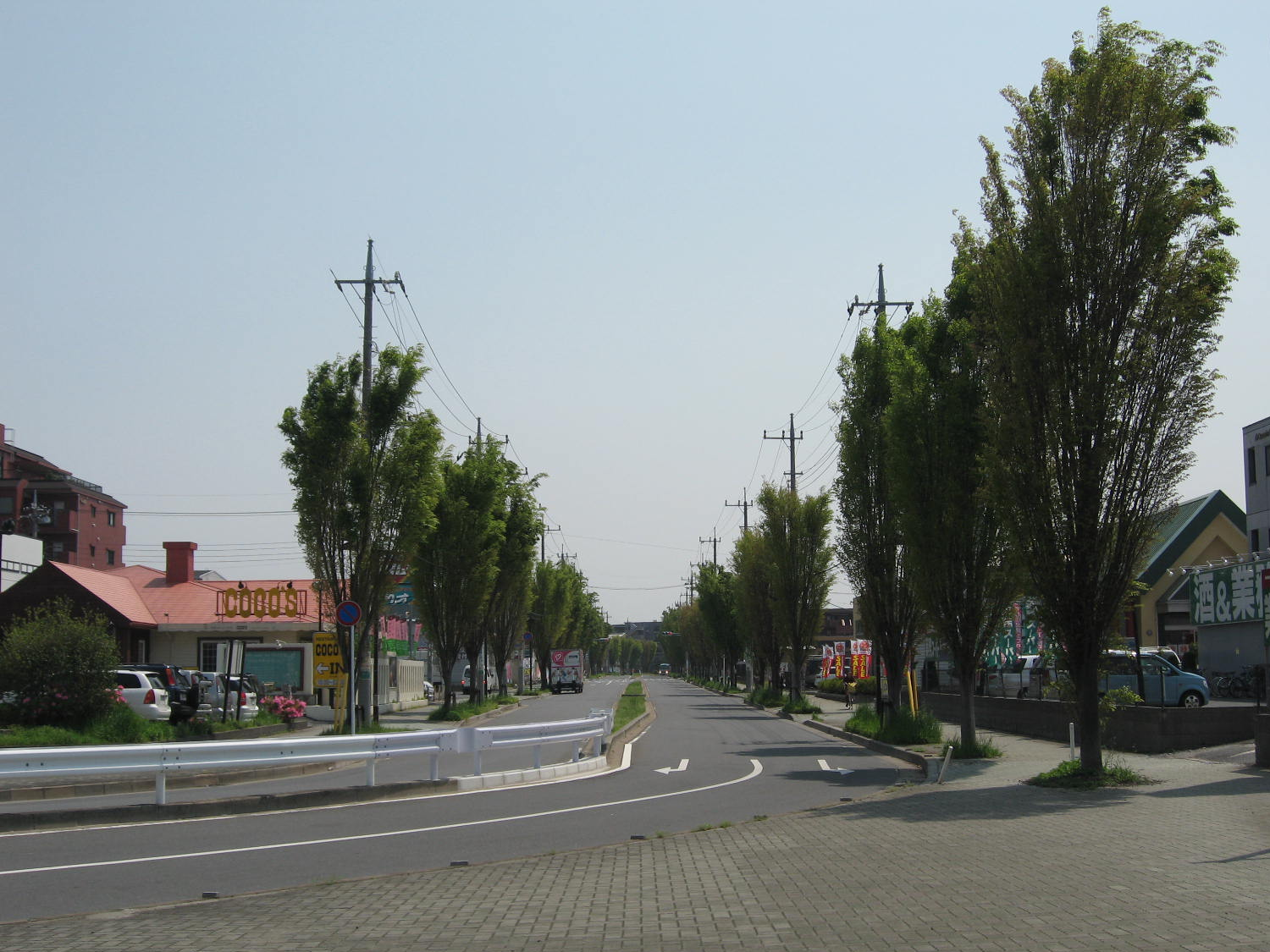
駅周辺の道路（2008年4月）

駅周辺には歴史的名所が多く点在し、駅開業当初は周辺に畑が広がっていたが、その後1990年代後半に土地区画整理事業が完成してからは開発が進行し、マンションや商業施設が相次いで建設された。2000年代以降も空き地にマンションなどの建設が進められている。
駅周辺および南側が市川市、駅周辺を除いた北側が松戸市である。市川・松戸両市とも駅周辺に支所などの行政機関や郵便局以外の金融機関はなかったが、2008年秋ごろに南口横に市川市の電子書類交付所が開設された。近くに幹線道路（千葉県道180号松戸原木線）があることから、自動車利用者をターゲットとしたロードサイド店舗が多く出店している。このほかにも、小型ショッピングモール「アークタウン」などもあり、駅開業以来の変化が著しい。
- 松戸市消防局 二十世紀が丘消防署
- 一条会病院
- 松戸市立大橋小学校
- 市川市立中国分小学校
- 光英VERITAS中学校・高等学校
- 北国分駅前郵便局
- 市川市立市川考古博物館
- 市川市立市川歴史博物館
- 堀之内貝塚（市川市立堀之内貝塚公園）
- 二十世紀梨発祥の地（松戸市立二十世紀公園）
- 市川市立小塚山公園
- ワイズマート 北国分店
- ライフ 松戸二十世紀ヶ丘店
- ベルクス 市川堀之内店
- ヤオコー 市川中国分店

## バス路線

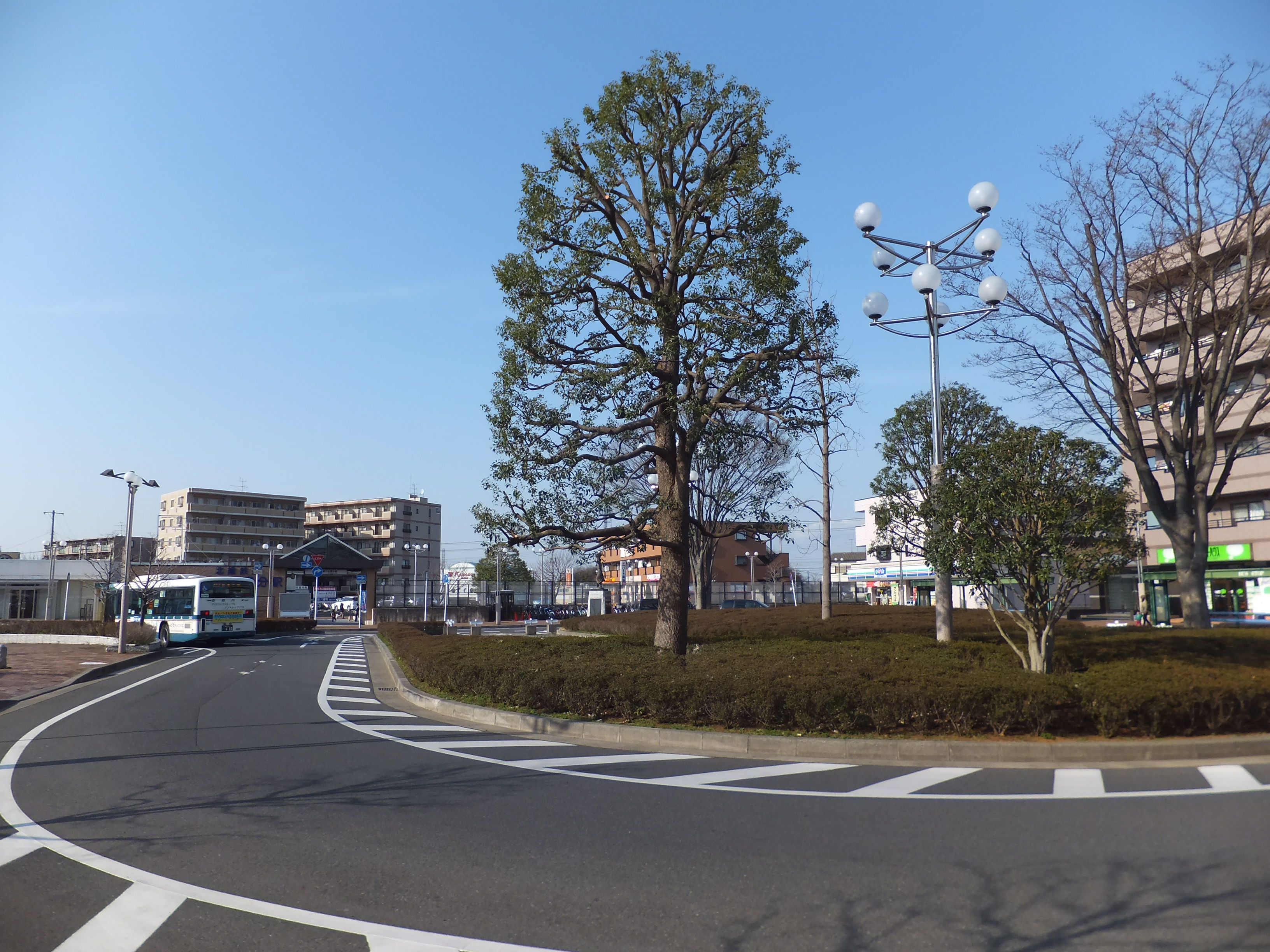
南口駅前ロータリー（2012年4月）

駅前ロータリーに以下の京成バスの路線が乗り入れている。
| 営業所 | 系統             | 行先     |
| ------ | ---------------- | -------- |
| 松戸   | 松52・松54・松55 | 松戸駅   |
| 松戸   | 松52             | 聖徳学園 |
| 松戸   | 松54・松55       | 市川駅   |
| 市川   | 市43・市81急行   | 市川駅   |

## ロケーション撮影
• 『オトシモノ』（2006年放映）矢切駅と共に登場している。

## 隣の駅
北総鉄道
 北総線
■特急
通過
■普通
矢切駅 (HS02) - 北国分駅 (HS03) - 秋山駅 (HS04)
※成田スカイアクセス線との共用区間ではあるが、当駅には京成電鉄が運行する列車は停車しない。